# Token (análise léxica)
Um token, em análise léxica, é uma representação de uma cadeia de caracteres, utilizado na construção de árvores sintáticas de linguagens de programação.:5 Exemplos de tokens poderiam ser palavras-chave (if, else, while, int, ...), identificadores, números, sinail, ou um operador de vários caracteres, (por exemplo, := "':+"' ).

## Exemplo
Suponhamos a seguinte linha de um programa:
```
  SE 
Novo
 > 
MaxNúm
 ENTÃO
```

Os tokenes são:
```
  * "SE"
  * "
Novo
"
  * ">"
  * "
MaxNúm
"
  * "ENTÃO"
```

E descrevem-se pelo geral em duas partes, um tipo ou classe e um valor, assim: Token=(Tipo,Valor)
Para a sequência anterior, os tokenes podem descrever-se 
```
  * [Palavra Reservada, "SE"]
  * [Identificador, "Novo"]
  * [Operador, ">"]
  * [Identificador, "MáxNúm"]
  * [Palavra Reservada, "ENTÃO"]
```